# Metafísica De Linha Branca
‘'Metafísica De Linha Branca’’ é o primeiro single especificamente composto e gravado para as plataformas digitais do grupo a cappella português Vozes da Rádio, lançado no Natal de 2019. Trata-se de um original composto por Jorge Prendas e retomou a tradição das Vozes em apresentar uma novidade musical na época natalícia.
Foi gravado, misturado e masterizado por Ivo Magalhães no Unklerockstudio. A capa, é da autoria de Pedro Alves para a Brain Entertainment .
O lançamento nas plataformas digitais ocorreu a 15 de Dezembro de 2019. 

## Antes da gravação
A saída de Ricardo Fráguas das Vozes da Rádio em Janeiro de 2019, levantou a dúvida de como o grupo deveria continuar. Todas as hipóteses foram consideradas, mas após alguns concertos em quarteto, o grupo achou que este formato não desvirtuaria o som tradicional e que iria continuar assim. Reviram antigos arranjos e em Outubro estrearam o primeiro arranjo inteiramente concebido para 4 vozes na IV Grande Noite do Fado e da Canção de Coimbra: uma versão do centenário Fado da Sugestão de Edmundo Bettencourt e que foi igualmente cantado por Zeca Afonso. Metafísica De Linha Branca é o primeiro original composto para esta formação e é a primeira canção a ser editada no formato quarteto.  

## Gravação
As gravações foram efectuadas no Unklerockstudio por Ivo Magalhães numa noite de Novembro.

## Composição e estilo
Este single tem todas as características de uma canção das Vozes da Rádio: além de ser eminentemente a cappella, tem na letra a ironia e o humor que caracteriza desde sempre o grupo. É uma reflexão do que é para muitos o Natal nos nossos dias. 

## Curiosidades
- Jorge Prendas fez questão em gravar um Otamatone, um instrumento que comprou em Tóquio;

- Inicialmente não estava prevista a utilização da guitarra, mas Ivo Magalhães insistiu para que esta fosse usada a partir do meio da canção e depois de gravada por Rui Vilhena, todos concordaram que deveria ficar;

## Faixas
| N.º | Título                       | Compositor(es) | voz principal | Duração |  |
| 1.  | "Metafísica De Linha Branca" | J. Prendas     | Jorge Prendas | 3:07    |  |

Duração Total 3m07s

## Membros
Banda
- Tiago Oliveira - voz
- Jorge Prendas - voz, otomatone, melódica, percussões
- Rui Vilhena - voz, guitarra
- António Miguel - voz

Equipa técnica
- Ivo Magalhães - gravação, mistura, masterização
- Pedro Alves - design

1. ↑  São Francisco, Convento (Outubro 2019). «IV Gala do Fado e Canção de Coimbra». Convento São Francisco. Consultado em 5 de dezembro de 2020
2. ↑  Coimbra, Notícias de (4 de outubro de 2019). «Vídeo da Magnífica Noite do Fado e da Canção de Coimbra». Notícias de Coimbra. Consultado em 5 de dezembro de 2020